# کارل پیتر لوکن
کارل پیتر لوکن (انگلیسی: Karl Petter Løken؛ زادهٔ ۱۴ اوت ۱۹۶۶) بازیکن سابق فوتبال اهل نروژ است.
وی در تیم ملی فوتبال نروژ ۳۶ بازی انجام داده‌است و عضو این تیم در جام جهانی فوتبال ۱۹۹۴ بوده است.